# Crátera de la locura de Heracles

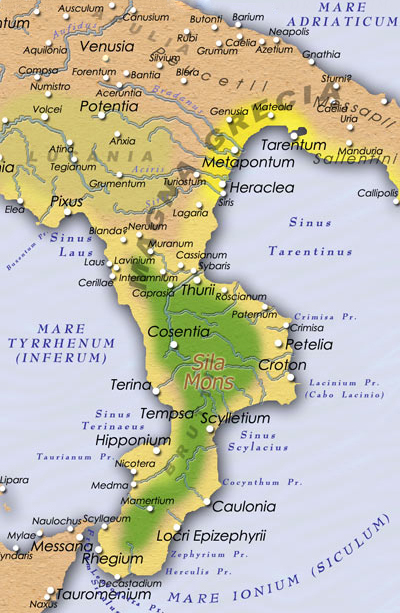
Magna Graecia en el año 280 a. C.

La crátera de la locura de Heracles es una pieza de cerámica fabricada en la Magna Grecia (nombre dado en la Antigüedad al territorio ocupado por los colonos griegos al sur de la península italiana y Sicilia), y que ha sido datada por los expertos entre los años 350 y 320 a. C.

## Hallazgo
Fue hallada en la antigua localidad de Paestum, en la región italiana de Campania, a 92 km al sur de Nápoles.

## Descripción y simbología
Las pinturas de la cara A muestran una representación trágica en la que se ve a Heracles, animado por los espíritus de la locura se propone arrojar a su hijo a una pira funeraria  en la cual ya están ardiendo su ajuar doméstico, mientras tanto asisten a la terrible escena su mujer Megara, su madre Alcmena, su amigo Yolao y la diosa Manía, personificación de la locura.
En la cara B aparece una escena dionisiaca, con figuras del dios, una pantera, una ménade y un sátiro.

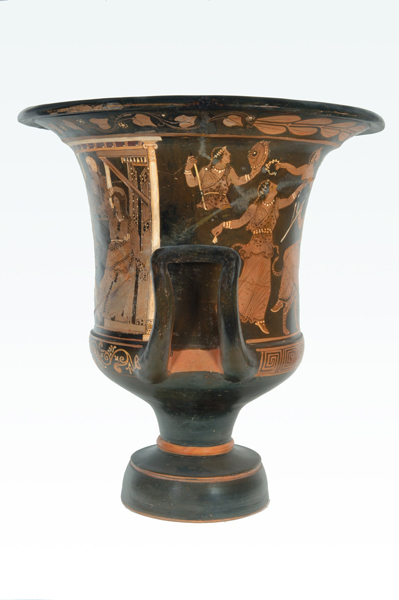
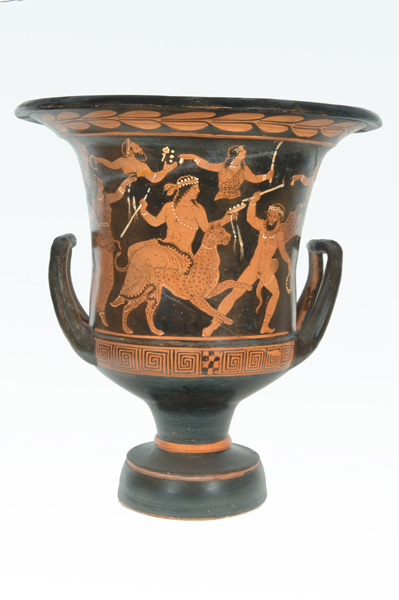
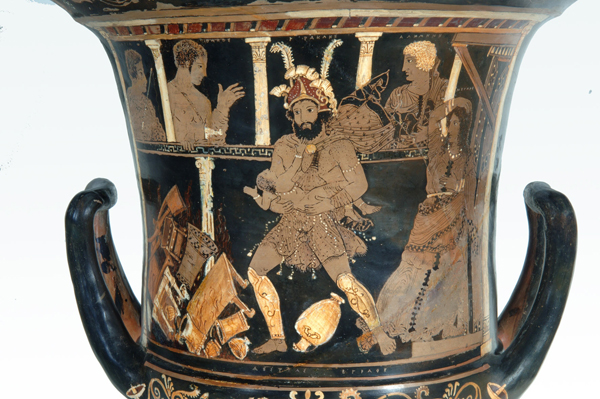
Detalle de la cara A: Heracles a punto de lanzar a su hijo a la pira.

## Características
Una crátera, (palabra que viene del griego κρατηρ), era una vasija de gran capacidad destinada a contener una mezcla de agua y vino, y que en este caso fue pintada por el artista Asteas.
- Estilo: Crátera de cáliz con pintura vascular suritálica.
- Técnica: Figuras rojas.
- Material: Arcilla cocida.
- Medidas: 55 cm de altura y 50 cm de diámetro.
- Firma: ASSTEAS EGRAPSE

## Conservación
La pieza se expone de forma permanente en el Museo Arqueológico Nacional de España, en Madrid, con el número de inventario 11094.